# Agromyza erythrocephala
Agromyza erythrocephala este o specie de muște din genul Agromyza, familia Agromyzidae, descrisă de Friedrich Georg Hendel în anul 1920.
Este endemică în Polonia. Conform Catalogue of Life specia Agromyza erythrocephala nu are subspecii cunoscute.